# Ürményi József (zalai főispán)
Ürményi Ürményi József (Székesfehérvár, 1807. április 3. – Zalaegerszeg, 1880. október 20.) császári és királyi kamarás, Zala vármegyei főispán, politikus, alnádor, alispán.

## Életrajza
Ürményi Miksa (1775 – 1836) császári és királyi tanácsos és felsőbükki Nagy Julianna (1788-1826) fia. 1830-ban megnősült. 1838-39-ben Fejér vármegye alispánja, 1839-ben országgyűlési követ, azután királyi táblai ülnök s 1841-től 1846-ig alnádor volt. Az 1848–49-es forradalom és szabadságharc alatt a liberális eszméket nem pártoló Ürményi távol maradt az eseményektől. 1848 után a Tisza-szabályozás biztosa lett. 1849 augusztusától a székesfehérvári kerület császári biztosa, az 1850-es évek elején pedig az Ujabb Nemzeti Könyvtár egyik kiadója volt. Az 1861. évi országgyűlésen Tolna megye képviselőjeként vett részt. 1876-től 1880-ig Zala vármegye főispánja volt.

## Munkája
- Ürményi József és Zsarnay Imre beszédeik. Pest, 1861.